# Авангард (Гомельская область)
Авангард (Луски, до 1937 года — Коммуна) — деревня в Домановичском сельсовете Калинковичского района Гомельской области Беларуси.

## География

### Расположение
В 31 км на север от Калинкович, 6 км от железнодорожной станции Холодники (на линии Жлобин — Калинковичи), 153 км от Гомеля.

## Транспортная сеть
Транспортные связи по просёлочной, затем автомобильной дороге Калинковичи — Бобруйск. Планировка состоит из дугообразной широтной улицы, застроенной деревянными крестьянскими усадьбами.

## История
Основана в начале 1920-х годов переселенцами из соседних деревень на бывших помещичьих землях. В 1929 году организован колхоз. Согласно переписи 1959 года в составе колхоза имени И. В. Мичурина (центр — деревня Холодники).

## Население

### Численность
- 2004 год — 47 хозяйств, 82 жителя.

### Динамика
- 1959 год — 316 жителей (согласно переписи).
- 2004 год — 47 хозяйств, 82 жителя.